# Journal of Cancer Survivorship
Journal of Cancer Survivorship: Research and Practice is een internationaal, aan collegiale toetsing onderworpen wetenschappelijk tijdschrift op het gebied van de oncologie.
De naam wordt in literatuurverwijzingen meestal afgekort tot J. Cancer Surviv.
Het wordt uitgegeven door Springer Science+Business Media en verschijnt 4 keer per jaar.